# Hollandia Victoria Combinatie
HVC (Hollandia Victoria Combinatie) is een amateurvoetbalvereniging uit Amersfoort, provincie Utrecht, Nederland.

## Algemeen
De club werd op 5 februari 1905 opgericht. De thuiswedstrijden worden op “Sportpark Zielhorst” in de gelijknamige wijk gespeeld. Tot 1989 werd gespeeld op Sportpark Birkhoven.
Vanaf het begin van het betaald voetbal speelde de club, gesponsord door Ben Pon, in de Eerste Divisie. De profsectie ging in 1973 verder als SC Amersfoort.
Het grootste succes van HVC was het bereiken van de halve finale van de KNVB Beker. Dit lukte de club twee keer, in de seizoenen 1956/57 en 1960/61. In die laatste jaargang wist HVC Feyenoord uit te schakelen.

## Standaardelftal
Met ingang van het seizoen 2020/21 komt het standaardelftal uit in de zaterdagafdeling van het amateurvoetbal, daarmee is “HVC” een van de vele verenigingen die de overstap van (standaard)zondagvoetbal naar zaterdagvoetbal hebben gemaakt. Het start in de Vierde klasse van het KNVB-district West-I, het laagste niveau in dit district.
Het laatste seizoen in het zondagvoetbal speelde het team in de Vijfde klasse van het district West-I.

### Competitieresultaten zaterdag 2018–
| \| - 4F \| |
| 19         |
| - 4F       |

| Vierde klasse |

### Competitieresultaten zondag 1911–2018
| 1 3A |

| 5 2B |

| 5 2A |

| 4 2B |

| 2 |

| 1 2B |

| 2 2? |

| 3 2A |

| 2 2A |

| 3 2A |

| 6 2B |

| 5 2B |

| 5 2B |

| 4 2B |

| 6 2B |

| 6 2B |

| 4 2B |

| 9 2B |

| 5 2B |

| 10 2B |

| 1 3D |

| 2 3C |

| 4 3D |

| 8 3D |

| 1 3C |

| 1 3D |

| 1 3C |

| 6 3C |

| 5 3D |

| 6 D |

| 2 2B |

| 2 2B |

| 3 2B |

| 5 2B |

|  |

| 2 2B |

| 5 2A |

| 4 2B |

| 5 2A |

| 4 2A |

| 1 2A |

| 3 2A |

| 2 2B |

| 1 2B |

| 7 D |

| 15 A |

| 6 A |

| 3 A |

| 4 B |

| 9 A |

| 9 A |

| 16 B |

| 3 B |

| 5 A |

| 13 B |

| 5 A |

| 3 |

| 12 |

| 13 |

| 11 |

| 7 |

| 9 |

| 16 |

| 11 4G |

| 11 4H |

| 10 4G |

| 10 4G |

| 10 4G |

| 7 4G |

| 10 4G |

| 8 4G |

| 2 4G |

| 4 4G |

| 5 4G |

| 8 4G |

| 12 4G |

|  |

|  |

| 7 4G |

| 3 4G |

| 2 4G |

| 1 3D |

| 4 2B |

| 9 2B |

| 11 2B |

| 9 3D |

| 10 3D |

| 8 4G |

| 6 4G |

| 10 4G |

| 7 4G |

| 12 4G |

| 5 5G |

| 1 5G |

| 2 4H |

| 5 4H |

| 7 4H |

| 11 4H |

| 2 5H |

| 1 5G |

| 9 4F |

| 11 4F |

| 14 4G |

| 8 5D |

| 8 5D |

| 6 5E |

| 8 5D |

| 11 5C |

| Hoofdklasse (profniveau) | Eerste divisie | Tweede divisie | Eerste klasse (profniveau) | Tweede klasse | Derde klasse | Vierde klasse | Vijfde klasse | Noodcompetitie |

In elke staaf van de grafiek staat van boven naar beneden vermeld: 
- Eindnotering

Dit is de positie die de club heeft bereikt in de competitie, zonder eventuele beslissings-, play-off- of nacompetitiewedstrijden die nodig zijn geweest om bijvoorbeeld de kampioen van de competitie te bepalen.
Indien een * achter het getal staat is de notering een tussenstand en kan het zijn dat de notering niet overeenkomt met de uiteindelijke eindstand van de competitie.
Staat er een - dan is het seizoen nog bezig en is er geen definitieve uitslag bekend.
Staat er xx op de positie van de notering, dan heeft de club vroegtijdig de competitie verlaten. Dit kan onder andere komen door terugtrekking van het team, faillissement van de club of door een uitgedeelde straf van de KNVB. In veel gevallen staat elders in het artikel de reden vermeld.
Staat er een ? dan is het resultaat uit het verleden onbekend, en is alleen de competitie of het niveau bekend van dat seizoen.
In de seizoenen 2019/20 en 2020/21 werd wegens de coronacrisis het amateurvoetbal afgebroken. Daardoor kennen deze staven geen eindklassering (middels -- weergegeven).
- Competitieniveau en afdelingsletter of Officiële eindstand Eredivisie
  - Competitieniveau en afdelingsletter

Hierbij geeft het getal het niveau weer, dat ook terug te vinden is in de legenda. De letter is de afdelingsaanduiding en wordt gebruikt wanneer er meer afdelingen zijn op hetzelfde niveau. De afdelingsletter is altijd een hoofdletter en wordt meestal zonder nummer gebruikt.
Voorbeeld: 2F is niveau 2e klasse competitie F.
Het competitieniveau en nummer wordt niet vermeld wanneer er slechts één competitie van dit niveau was.
  - Officiële eindstand Eredivisie (getal staat tussen haakjes vermeld)

Sinds de introductie van play-offwedstrijden voor Europees voetbal na afloop van de reguliere competitie in 2005/06, is de KNVB verplicht een eindstand van de Eredivisie door te geven aan de UEFA aan de hand van deze play-offwedstrijden.
Bij deze eindstand staan clubs die zich hebben gekwalificeerd voor Europees voetbal hoger dan clubs die zich niet wisten te kwalificeren. Indien er geen verschil was tussen de eindnotering en de officiële eindstand, staat dit getal niet vermeld.

- Onderafdeling

Hier staat afgekort de naam van de onderafdeling indien de club in dat jaar in een onderafdeling uitkwam. Tevens staat deze afkorting in de legenda en wordt gelinkt naar het artikel over deze onderafdeling. Deze afkorting wordt alleen vermeld wanneer de club in het verleden in verschillende onderafdelingen heeft gespeeld. Deze vermelding is in de staaf altijd in kleine letters. Deze onderafdelingen zijn na het seizoen 1995/96 afgeschaft. Heeft de club in slechts één onderafdeling gespeeld, dan is dit alleen terug te vinden in de legenda.
Onder de staaf staat het jaartal vermeld waarin het seizoen is afgesloten. 15 verwijst naar het seizoen 2014/15 of eventueel het seizoen 1914/15.
Wanneer een staaf leeg is, zijn deze gegevens niet bekend. Het kan ook zijn dat de club dat seizoen niet heeft meegespeeld op het hogere amateurniveau, vroegtijdig de competitie heeft verlaten of uit de competitie is gezet.

In het seizoen 1944/45 was er wegens de Tweede Wereldoorlog geen regulier competitievoetbal.

## Betaald voetbal

### Seizoensoverzichten
| Resultaten van HVC sinds de toetreding in het betaald voetbal in 1954 | Resultaten van HVC sinds de toetreding in het betaald voetbal in 1954 | Resultaten van HVC sinds de toetreding in het betaald voetbal in 1954 | Resultaten van HVC sinds de toetreding in het betaald voetbal in 1954 | Resultaten van HVC sinds de toetreding in het betaald voetbal in 1954 | Resultaten van HVC sinds de toetreding in het betaald voetbal in 1954 | Resultaten van HVC sinds de toetreding in het betaald voetbal in 1954 | Resultaten van HVC sinds de toetreding in het betaald voetbal in 1954 | Resultaten van HVC sinds de toetreding in het betaald voetbal in 1954 | Resultaten van HVC sinds de toetreding in het betaald voetbal in 1954 | Resultaten van HVC sinds de toetreding in het betaald voetbal in 1954 | Resultaten van HVC sinds de toetreding in het betaald voetbal in 1954 | Resultaten van HVC sinds de toetreding in het betaald voetbal in 1954                                                                             |
| Seizoen                                                               | Competitie                                                            | Competitie                                                            | Competitie                                                            | Competitie                                                            | Competitie                                                            | Competitie                                                            | Competitie                                                            | Competitie                                                            | Competitie                                                            | Kwalificatie                                                          | KNVB beker                                                            | Bijzonderheid |
| Seizoen                                                               | Divisie                                                               | GW                                                                    | W                                                                     | G                                                                     | V                                                                     | PNT                                                                   | DV                                                                    | DT                                                                    | POS                                                                   | Kwalificatie                                                          | KNVB beker                                                            | Bijzonderheid |
| --------------------------------------------------------------------- | --------------------------------------------------------------------- | --------------------------------------------------------------------- | --------------------------------------------------------------------- | --------------------------------------------------------------------- | --------------------------------------------------------------------- | --------------------------------------------------------------------- | --------------------------------------------------------------------- | --------------------------------------------------------------------- | --------------------------------------------------------------------- | --------------------------------------------------------------------- | --------------------------------------------------------------------- | --- |
| 1954/55                                                               | Eerste klasse A                                                       | 9                                                                     | 3                                                                     | 1                                                                     | 5                                                                     | 7                                                                     | 12                                                                    | 12                                                                    | 10e                                                                   | –                                                                     | Geen bekertoernooi                                                    | HVC treedt toe tot het betaald voetbal De competitie werd na de fusie van de KNVB en de NBVB niet afgemaakt. Alle teams werden opnieuw ingedeeld. |
| 1954/55                                                               | Eerste klasse D                                                       | 26                                                                    | 8                                                                     | 11                                                                    | 7                                                                     | 27                                                                    | 34                                                                    | 31                                                                    | 7e                                                                    | Hoofdklasse                                                           | Geen bekertoernooi                                                    | HVC treedt toe tot het betaald voetbal De competitie werd na de fusie van de KNVB en de NBVB niet afgemaakt. Alle teams werden opnieuw ingedeeld. |
| 1955/56                                                               | Hoofdklasse A                                                         | 34                                                                    | 6                                                                     | 12                                                                    | 16                                                                    | 24                                                                    | 45                                                                    | 71                                                                    | 15e                                                                   | Eerste divisie                                                        | Geen bekertoernooi                                                    | |
| 1956/57                                                               | Eerste divisie A                                                      | 30                                                                    | 13                                                                    | 8                                                                     | 9                                                                     | 34                                                                    | 70                                                                    | 62                                                                    | 6e                                                                    | –                                                                     | Halve finale                                                          | – |
| 1957/58                                                               | Eerste divisie A                                                      | 30                                                                    | 18                                                                    | 5                                                                     | 7                                                                     | 41                                                                    | 78                                                                    | 37                                                                    | 3e                                                                    | –                                                                     | 3e ronde                                                              | – |
| 1958/59                                                               | Eerste divisie B                                                      | 28                                                                    | 17                                                                    | 3                                                                     | 8                                                                     | 37                                                                    | 60                                                                    | 47                                                                    | 4e                                                                    | –                                                                     | Kwartfinale                                                           | – |
| 1959/60                                                               | Eerste divisie A                                                      | 30                                                                    | 11                                                                    | 6                                                                     | 13                                                                    | 28                                                                    | 39                                                                    | 45                                                                    | 9e                                                                    | –                                                                     | Geen bekertoernooi                                                    | – |
| 1960/61                                                               | Eerste divisie A                                                      | 34                                                                    | 13                                                                    | 8                                                                     | 13                                                                    | 34                                                                    | 62                                                                    | 55                                                                    | 9e                                                                    | –                                                                     | Halve finale                                                          | – |
| 1961/62                                                               | Eerste divisie B                                                      | 34                                                                    | 11                                                                    | 4                                                                     | 19                                                                    | 26                                                                    | 55                                                                    | 71                                                                    | 16e                                                                   | Rechtstreekse degradatie                                              | 3e ronde                                                              | – |
| 1962/63                                                               | Tweede divisie B                                                      | 32                                                                    | 18                                                                    | 6                                                                     | 8                                                                     | 42                                                                    | 72                                                                    | 42                                                                    | 3e                                                                    | Nacompetitie                                                          | 2e ronde                                                              | Promotiewedstrijd tegen N.E.C. (2–1) Promotiecompetitie tegen AGOVV (3–1), BVV (0–2) en Haarlem (2–1)                                             |
| 1963/64                                                               | Tweede divisie A                                                      | 30                                                                    | 15                                                                    | 6                                                                     | 9                                                                     | 36                                                                    | 59                                                                    | 40                                                                    | 5e                                                                    | –                                                                     | 1e ronde                                                              | – |
| 1964/65                                                               | Tweede divisie B                                                      | 28                                                                    | 6                                                                     | 4                                                                     | 18                                                                    | 16                                                                    | 38                                                                    | 59                                                                    | 13e                                                                   | –                                                                     | 1e ronde                                                              | – |
| 1965/66                                                               | Tweede divisie A                                                      | 28                                                                    | 12                                                                    | 10                                                                    | 6                                                                     | 34                                                                    | 43                                                                    | 32                                                                    | 5e                                                                    | –                                                                     | Groepsfase                                                            | – |
| 1966/67                                                               | Tweede divisie                                                        | 44                                                                    | 22                                                                    | 14                                                                    | 8                                                                     | 58                                                                    | 79                                                                    | 45                                                                    | 3e                                                                    | Nacompetitie                                                          | Geen deelname                                                         | Promotiecompetitie tegen Roda JC (4–0) en Veendam (1–1)                                                                                           |
| 1967/68                                                               | Eerste divisie                                                        | 36                                                                    | 12                                                                    | 13                                                                    | 11                                                                    | 39                                                                    | 47                                                                    | 44                                                                    | 12e                                                                   | –                                                                     | Groepsfase                                                            | – |
| 1968/69                                                               | Eerste divisie                                                        | 34                                                                    | 10                                                                    | 11                                                                    | 13                                                                    | 31                                                                    | 34                                                                    | 40                                                                    | 13e                                                                   | –                                                                     | 1e ronde                                                              | – |
| 1969/70                                                               | Eerste divisie                                                        | 34                                                                    | 9                                                                     | 12                                                                    | 13                                                                    | 30                                                                    | 34                                                                    | 45                                                                    | 11e                                                                   | –                                                                     | 1e ronde                                                              | – |
| 1970/71                                                               | Eerste divisie                                                        | 30                                                                    | 10                                                                    | 10                                                                    | 10                                                                    | 30                                                                    | 31                                                                    | 39                                                                    | 7e                                                                    | –                                                                     | 1e ronde                                                              | – |
| 1971/72                                                               | Eerste divisie                                                        | 40                                                                    | 14                                                                    | 13                                                                    | 13                                                                    | 41                                                                    | 43                                                                    | 48                                                                    | 9e                                                                    | –                                                                     | Geen deelname                                                         | – |
| 1972/73                                                               | Eerste divisie                                                        | 38                                                                    | 5                                                                     | 18                                                                    | 15                                                                    | 28                                                                    | 40                                                                    | 52                                                                    | 16e                                                                   | –                                                                     | 1e ronde                                                              | HVC verandert haar naam in SC Amersfoort |

### Topscorers
- 1954/55:  Cees Houtveen (3)
0000000  Siem Sleeking (3)
- 000000 :  Evert van der Horst (8)
- 1955/56:  Wout Heinen (20)
- 1956/57:  Wout Heinen (25)
- 1957/58:  Wout Heinen (37)
- 1958/59:  Wout Heinen (24)
- 1959/60:  Wout Heinen (11)
0000000  Bennie Marcus (11)
- 1960/61:  Bennie Marcus (22)
- 1961/62:  Henk Wery (11)
- 1962/63:  Cees Houtveen (19)
- 1963/64:  Bennie Marcus (13)
- 1964/65:  Ruud Maas (11)
- 1965/66:  Hans van Empelen (11)
- 1966/67:  Mosje Temming (31)
- 1967/68:  Mosje Temming (14)
0000000  Wim Wisse (14)
- 1968/69:  Mosje Temming (8)
- 1969/70:  Jan Zweers (8)
- 1970/71:  Bert Middelkoop (6)
- 1971/72:  Dick Teunissen (9)
- 1972/73:  Joop van Maurik (11)

### Trainers
- 1946:  Evert Sterk
- 1950–1955:  Evert Sterk
- 1955–1958:  Bas Paauwe sr.
- 1958–1960:  Evert Sterk
- 1960–1962:  Ger Stroker
- 1962–1964:  Bas Paauwe sr.
- 1964–1969:  Hans Croon
- 1969–1972:  Hennie Hollink
- 1972–1973:  Bas Paauwe sr.

## Bekende (oud-)spelers

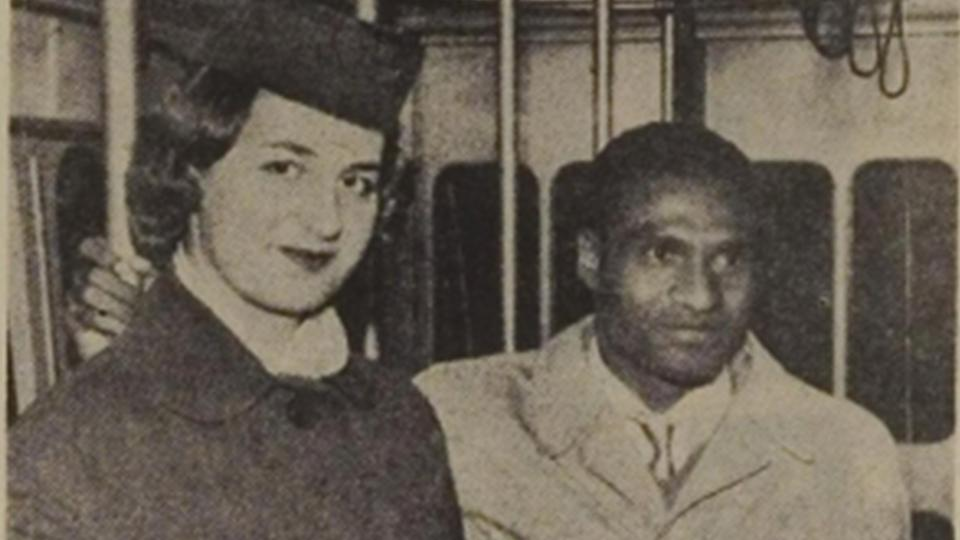
Daniel Hanasbey, 1959.

- Ben Aarts
- Henk Baum
- Brayton Biekman
- Daniel Hanasbey[1]
- Nol Heijerman
- Henk Wery
- Joop Wildbret
- Piet Schrijvers
- Ronald Spelbos
- Mosje Temming
- Jan Zwartkruis

## Referentie
VV Amsvorde · VV APWC · CJVV · VV Cobu Boys · VV Hoogland · VV Hooglanderveen · HVC · KVVA · ASC Nieuwland · VV De Posthoorn · AFC Quick 1890 · VV VOP · VVZA

Voormalige clubs: Amersfoortsche FC · SC Amersfoort · 't Vijfde